# Tjallaren
Tjallaren (franska: La Balance) är en fransk kriminalfilm från 1982 i regi av Bob Swaim.

## Utmärkelser
Filmen vann Césarpriset för bästa film 1983.

## Roller (urval)
- Nathalie Baye – Nicole
- Philippe Léotard – Dédé
- Richard Berry – Palouzi
- Christophe Malavoy – Tintin
- Jean-Paul Connart – Belgaren
- Bernard Freyd – Kaptenen
- Albert Dray – Carlini
- Florent Pagny – Simoni
- Maurice Ronet – Massina
- Tchéky Karyo – Petrovic
- Jean-Daniel Laval – Arnaud
- Luc-Antoine Diquero – Picard
- Galia Dujardin – Sabrina
- Michel Anphoux – Guy
- Raouf Ben Yaghlane – Djerbi
- Robert Atlan – Ayouche
- Guy Dhers – Calemard
- François Berléand – de la Mondaine
- Sam Karmann – Paulo